# Edisons 2013
De Edisons 2013 werden uitgereikt op 11 februari 2013 in de Heineken Music Hall in Amsterdam.
De Edisons zijn een belangrijke Nederlandse muziekprijs die bijna jaarlijks wordt toegekend aan de beste Nederlandse muziekproducties uit de periode voorafgaande aan de uitreiking. Nadat de Edisons in 2011 voor het laatst waren uitgereikt, werd de ceremonie in 2012 overgeslagen.
Voor de editie 2013 maakte de organisatie op dinsdag 8 januari 2013 de meeste genomineerden bekend. Evenals in 2011 werden alleen Nederlandse werken onderscheiden.
De categorieën die hieronder worden genoemd, werden bepaald door vakjury's. Twee categorieën werden bepaald door een publieksjury, Beste album en Beste song. De nominaties voor deze twee categorieën werden op 15 januari 2013 bekendgemaakt.
De vakjury bestond uit Leo Blokhuis (voorzitter), Jean-Paul Heck, Daniel Dekker, Roosmarijn Reijmer, Jeroen Nieuwenhuize, Rinske Wels en Erik Kross.

## Winnaars en Genomineerden
(Winnaars zijn in vet weergegeven)
- Oeuvreprijs
  - Doe Maar
- Beste mannelijke artiest
  - Blaudzun voor Heavy Flowers
  - Spinvis voor Tot ziens, Justine Keller
  - Paul de Leeuw voor Paul
- Beste vrouwelijke artiest
  - Trijntje Oosterhuis voor Wrecks We Adore
  - Sabrina Starke voor Outside the Box
  - Anneke van Giersbergen voor Everything is Changing
- Beste groep
  - Kane voor Come Together
  - Nick & Simon voor Sterker
  - Golden Earring voor Tits 'n Ass
- Beste nieuwkomer
  - Gers Pardoel voor Deze Wereld is Van Jou
  - The New Shining voor Stripped/Full Circle
  - Case Mayfield voor 10
- Kleinkunst/Theater
  - Alex Roeka voor Gegroefd
  - Frederique Spigt voor Land
  - Theo Nijland voor Het Begin van het Einde
- Beste album (Publieksprijs)
  - Nick & Simon voor Sterker
  - Anneke van Giersbergen voor Everything is Changing
  - Bertolf voor Bertolf
  - Blaudzun voor Heavy Flowers
  - Case Mayfield voor 10
  - De Dijk voor Scherp de Zeis
  - DeWolff voor DeWolff IV
  - DI-RECT voor Time Will Heal Our Senses
  - Gers Pardoel voor Deze Wereld is van Jou
  - Golden Earring voor Tits 'n Ass
  - Ilse DeLange voor Eye of the Hurricane
  - Kane voor Come Together
  - Moss voor Ornaments
  - Paul de Leeuw voor Paul
  - Rowwen Heze voor Geal
  - Sabrina Starke voor Outside the Box
  - Spinvis voor Tot Ziens, Justine Keller
  - Sven Hammond Soul voor The Apple Field
  - The New Shining voor Stripped/Full Circle
  - Trijntje Oosterhuis voor Wrecks We Adore
- Beste song (Publieksprijs)
  - Racoon voor Oceaan
  - Afrojack & Shermanology voor Can't Stop Me
  - BLØF voor Later Als Ik Groter Ben
  - DI-RECT voor Young Ones
  - Eva Simons (& Will.i.am) voor This Is Love
  - Gers Pardoel & Sef voor Bagagedrager
  - Glennis Grace & Edwin Evers voor Wil Je Niet Nog Eén Nacht
  - Guus Meeuwis & Gers Pardoel voor Nergens zonder jou
  - Handsome Poets voor Sky On Fire
  - Ilse DeLange voor Hurricane
  - Jan Smit & Gerard Joling voor Echte Vrienden
  - Kane voor Come Together
  - Nick & Simon voor Vrij
  - Nielson voor Beauty & de brains
  - Sandra van Nieuwland voor More
  - Shary-An voor Read My Book
  - The New Shining voor Can't Make Up My Mind
  - The Opposites voor Slapeloze Nachten
  - Trijntje Oosterhuis voor Knocked Out
  - VanVelzen voor Sing Sing Sing

## Verwijzingen
1. ↑  Edisons 2013. Gearchiveerd op 18 juni 2023.